# Gelis tenerifensis
Gelis tenerifensis là một loài tò vò trong họ Ichneumonidae.